# تسیسوونیک (استان اشوی‌داشکسیه)
تسیسوونیک (به لهستانی: Cisownik) یک منطقهٔ مسکونی در لهستان است که در گمینا سمکوو واقع شده‌است. تسیسوونیک ۷۰ نفر جمعیت دارد.